# Comsys
La COMSYS Holdings, Inc. (COMSYS Holdings Corporation) è una società giapponese con sede nel quartiere di Shinagawa a Tokyo.
È quotata in borsa al Nikkei 225.
Si occupa di comunicazioni, telecomunicazioni ed informatica.